# Nouveau Centre droit
Ne doit pas être confondu avec Nouveau Centre.
 (octobre 2017).
Si vous disposez d'ouvrages ou d'articles de référence ou si vous connaissez des sites web de qualité traitant du thème abordé ici, merci de compléter l'article en donnant les références utiles à sa vérifiabilité et en les liant à la section « Notes et références ».
Le Nouveau Centre-droit (en italien, Nuovo Centrodestra, abrégé en NCD) était un parti politique italien fondé le 15 novembre 2013 par Angelino Alfano, alors vice-président du Conseil. Il se dissout pour donner naissance à Alternative populaire le 18 mars 2017. Malgré cette dissolution, l'aile droite du nouveau mouvement récupère le symbole et le nom de l'ancien parti en décembre 2017, en souhaitant une alliance de centre droit.

## Histoire
Angelino Alfano est opposé à la refondation par Silvio Berlusconi de Forza Italia à partir du Peuple de la liberté et favorable à la participation au gouvernement Letta, puis en février 2014 au gouvernement Renzi ; il participe d'ailleurs à ces deux gouvernements. À sa création, le NCD compte une cinquantaine de parlementaires : 27 à la Chambre des députés et 30 au Sénat.
Pour les élections européennes de 2014, il se présente allié à l'Union de centre (UDC).

## Dirigeants
- Angelino Alfano (2013-2017)

## Résultats électoraux

### Élections européennes
| Année | Voix      | %   | Sièges | Rang | Groupe |
| ----- | --------- | --- | ------ | ---- | ------ |
| 2014  | 1 202 350 | 4,4 | 3 / 73 | 5e   | PPE    |